# Шпильовий Олександр Сергійович
Олекса́ндр Сергійо́вич Шпильови́й (нар. 31 січня 1980, м. Первомайськ, Миколаївська область, УРСР) — український актор театру.

## Життєпис
У 2005 році закінчив театральний факультет Харківського національного університету мистецтв імені Івана Котляревського (Майстерня Анатолія Яковича Літка). На другому курсі, у 2002 році, зарахований до складу трупи Харківського Державного академічного російського драматичного театру ім. О. С. Пушкіна. Одночасно, разом із Сергієм Аксьоновим та однодумцями, взявся за створення, незалежного, авторського театру. Репетиції майбутніх вистав для нього відбувалися в університеті. За п'ять років навчання було створено чотири повноцінні вистави. Восени 2005 року, зіграв у прем'єрі – виставі «Злочин і кара» на сцені харківського Будинку актора імені Леся Сердюка у новоствореному театрі «Може бути» де згодом обійняв посаду не лише актора, а й директора.  У грудні 2010 року отримав іменну Стипендію ім. Л.Курбаса.
Під час повномасштабного вторгнення Росії в Україну у 2022 році, із дружиною та донькою живе у Києві, де разом із колегами поступово відновлює роботу театру «Може бути». У 2023 році, на сцені київського будинку архітектора, вже можна побачити вистави «Імперія ангелів» та «Коуч по дивам».

## Акторські роботи у театрі
Харківський державний академічний драматичний театр імені О. С. Пушкіна
- Леслі - Р.Куні "Клінічний випадок";[5]
- Подколесін - М.В.Гоголь "Одруження";[6]
- Яшка - М.Левітін "Нелюд";
- Крістофер - А. Кристи "Мишоловка";[7]
- Азазелло - М.А.Булгаков "Майстер і Маргарита";[8]
- Джордж - Р.Куні "Номер тринадцятий";[9]
- Маклер - А.Мардань "Черга";
- Войцек - Г.Горін "Поминальна молитва";[10]
- Репортер - Р.Куні "Занадто одружений таксист";[11]
- Слуга в готелі - К.Гольдоні "Трактирниця";
- Блазень Лакоста - Г.Горін "Блазень Балакірєв, або Придворна комедія";[12]
- Перехожий - Р.Куні "Ці смішні гроші";
- Тимофій Худяков - В.Шукшин "Оповідання Василя Макаровича".

Авторський театр «Може бути»
- «Імперія янголів» за романом Бернарда Вербера. Режисер Сергій Аксьонов[13][14][15][16]
- «Чоловіки не плачуть» — за мотивами п'єси Ф. Вебера «Контракт». Режисер Сергій Аксьонов[17]
- «Стаккато» — за мотивами роману Д. Ліпскерова. Режисер Сергій Аксьонов[18]
- «Станція нескінченна» — авторський трагікомічний трилер у 2-х діях. Режисер Сергій Аксьонов[19][20][21][22]
- «Міраж» — авторська вистава на 2 дії. Режисер Сергій Аксьонов[21][23]
- «Коуч по дивам»  — авторська трагікомедія на дві дії Режисер Сергій Аксьонов[24][25]